# 이스터섬의 코로나19 범유행
2020년 3월 코로나19 범유행은 칠레의 섬과 특별 자치 구역인 이스터섬에까지 도달하였다.

## 배경
2020년 1월 12일, 세계보건기구(WHO)는 신종 코로나바이러스가 2019년 12월 31일부터 중화인민공화국 후베이성 우한시에서 일어난 집단 호흡기 질환 사태와 관련이 있다는 것을 발표하였다.
코로나19는 2003년에 유행하였던 중증급성호흡기증후군(SARS)보다는 사망률은 낮지만, 전염성이 굉장히 강하여 총 사망자수가 더 많아지게 되었다.

## 연혁
3월 19일, 이스터섬의 지방 정부는 섬의 폐쇄를 명령하였고, 라탐 항공사에게 섬의 모든 관광객들의 대피를 요청하였다.
3월 24일, 이스터 섬에서 첫 번째 확진자가 발견되었고, 이튿날 두 번째 확진자가 생겼다. 4월 초까지 확진된 환자는 총 5명이었다. 4월 중순에 여섯 번째 환자가 발견됐다. 하지만 보건부는 며칠 후 이 확진자는 양성이 아니라는 것을 확인하였다. 그로부터 몇 주 후 모든 확진자가 완치되었다.
4월 24일, 산티아고 국제공항에서 이스터섬으로 돌아오기를 기다리는 원주민들을 대상으로 한 테스트에서 코로나19의 양성 결과를 놓고 혼선이 빚어졌다. 공항에서는 자신들이 관여치 않겠다고 선언하였고, 칠레 보건부 장관은 국민들이 증상이 없고, 칠레 보건부로부터 아무런 검사도 예정돼 있지 않았기 때문에 이 상황을 "오해"라고 표현했지만, 이후 라파 누이가 배후였다는 것이 밝혀졌다.페드로 에드문드스 파오아에 따르면 이 테스트 키트는 이스터섬 현지 당국이 한국에서 구입한 것으로, 테스트 절차는 안전한 프로토콜이라고 밝혔다. 공항에서 양성 반응을 보이거나 밀접하게 접촉한 20명의 일행이 즉시 섬으로 돌아오는 것이 차별을 받을 것이라 우려한 가운데 14일간의 자가 결리를 통해 산티아고에 머물기로 하였고, 나머지 527명의 승객은 계획대로 출발했다.
7월 1일, 100일 동안 이스터섬에서의 코로나19 감염이 생기지 않은 후, 학교가 다시 개학했다. 안전 대책에는 마스크 착용과 학생의 온도 체크 등이 있다.
지난 8월 라파누이 국립공원을 관리하는 마우헤누어 원주민 공동체를 위한 선거가 실시됐다. 엄격한 대책이 마련됐지만, 사진에는 사회적 거리 두기가 지켜지지 않는 것으로 나타나 당국이 조사를 하였다.
9월 2일, 칠레 본토에서 262명의 승객을 태운 비행기가 착륙하였다. PCR 검사는 한가 로아 병원의 직원들이 맡았으며, 이 검사 결과 도착한 사람들 중 4명의 확진자가 있었으며, 모두 무증상 환자였다. 정부는 감염자가 있는 곳에서 24시간 군인의 감시를 받으면서 격리 조치 중 도망치거나 하는 일이 발생하지 않도록 하였다고 밝혔다.
10월 초, 라파누이 원주민 25명이 타히티에서 6개월 동안 갇혀 있다가 마침내 이스터섬으로 돌아왔다. 그러나 당시만 해도 갓 출산을 한 여성이 비행기에 탑승할 수 있을지가 불분명하였다. 치렐 당국의 요청과 수개월 동안 발이 묶인 사람들의 탄원 이후 프랑스의 군용기가 이 사람들은 수송할 예정이다. 섬에 도착한 사람들은 14일간 검역을 받게 되며, 이스터섬에 발이 묶인 15명의 타히티 사람들이 다시 수송될 것으로 예상되고 있다.
11월 초에는 2021년 타피티 축제가 처음으로 외부 방문객 없이 개최될 것이라고 발표하였다.

## 영향

### 관광
3대의 산소 호흡기가 있는 병원 한 곳만 있는 이스터섬은 코로나19가 발생하면 빠르게 퍼질 수 있다는 우려가 있어 섬이 일찍이 폐쇄되면서 약 1000명의 관광객이 섬에 고립되었다. 지방정부와 일부 호텔은 돈이 다 떨어진 사람들에게 무료 숙박과 음식을 제공하였고, 결국 방문객들은 전세기를 통하여 칠레 본토로 대피하였다. 또한 관광에 크게 의존하고 있는 이스터섬이지만 코로나19의 여파로 한동안은 관광객이 오는 것을 볼 수 없을 것이라고 우려하였다.

### 완화 조치
코로나19 범유행을 줄이기 위해 이스터섬의 주민들은 조상인 폴리네시아인의 전통으로, 족장이 명령을 통해 부족원의 삶을 통제하는 타푸(영어 단어 taboo의 유래가 되는 단어)를 통하여 자가 격리와 봉쇄령을 문화적으로 수용하였다. 추가로, 관광업과 같은 일이 중단되면서 많은 주민들이 식량을 재배하기 위하여 토지를 경작하기 시작하였다. 타푸의 전통은 지속가능성과 존중에 바탕을 두고 있어 예상되는 관광업 수입의 감소를 완화하는 동시에 지역 전통에서 중시되고, 코로나에 취약한 노인들을 질병으로부터 보호하는 데 잠재적으로 도움이 된다. 이는 타푸를 이용하여 검역을 실시하고 사회적인 접촉을 제한함으로써 이루어졌다. 후, 정부는 또 다른 고대의 원칙인 우망가(Umanga)를 시행하였다. 우망가는 이웃간의 노동력의 회복을 장려한다. 일부 사람들은 이런 방식의 변화를 반대하였지만, 다른 사람들은 칠레 본토에서 식량 수입과 연간 약 10만 명의 관광객이 제공했던 수입에 의존해 온 이스터섬이 비상 상황을 맞아 2030년까지 자급자족이 가능하며 쓰레기가 없어지는 섬으로 만들려는 계획을 실행할 기초가 된다는 동기로 보고 있다. 현대에서 구현되는 우망가는 700명의 섬주민들에게 일거리가 주어지는 프로 엠플레오 라파 누이라는 고용 계획을 통하여 이루어졌다. 2020년 10월 말까지의 결과는 재활용 계획과 지역 토착어인 라파누이어로 된 뉴스 등을 만드는 것으로 정해졌으며, 이 프로그램은 12월까지 운영될 것으로 예상되고, 정부에 총 25억 페소(약 310만 달러)가 들 것으로 추산됐다.
이스터섬은 경제적 손실과 공급 부족에 대응하기 위한 방안도 마련하였다. 여기에는 재정지원, 공공 건설 공사, 종자의 보급을 통한 지역 농업 강화 계획 등이 포함됐다. 또한 외딴 섬이 있는 외부 공급은 화물선을 통해 다시 한번 라파 누이까지 도달할 수 있도록 하였다. 그리고, 실제 공급 위기가 닥쳤을 경우에 칠레의 공군과 해군이 잠재적으로 도움을 주기로 한다는 협의가 있었다.

## 요약
| 주                         | 새 확진자 | 총 확진자 |
| -------------------------- | --------- | --------- |
| 2020년 3월 15일 ~ 21일     | 2         | 2         |
| 2020년 3월 22일 ~ 28일     | 1         | 3         |
| 2020년 3월 29일 ~ 4월 4일  | 2         | 5         |
| 2020년 4월 5일 ~ 4월 11일  | 0         | 5         |
| 2020년 4월 12일 ~ 4월 18일 | 0         | 5         |
| 2020년 8월 30일 ~ 9월 5일  | 4         | 9         |

## 같이 보기
- 칠레의 코로나19 범유행